# Multiair
Il Multiair (precedentemente noto anche come Uniair) è un sistema di controllo dell'apertura delle valvole in motori a benzina e motori Diesel, brevettato da Alfa Romeo e Fiat Auto nel 2002 e presentato per la prima volta su un motore di serie (motore FIRE) nel 2009, anno in cui, a partire dal 22 maggio, è iniziata la produzione nello stabilimento di Termoli, già produttore del FIRE. Nel 2010 è stata presentata anche la versione Twinair, applicata alla nuova famiglia di propulsori SGE a due cilindri, e nel 2018 l'applicazione ai motori della famiglia Firefly.

## Descrizione

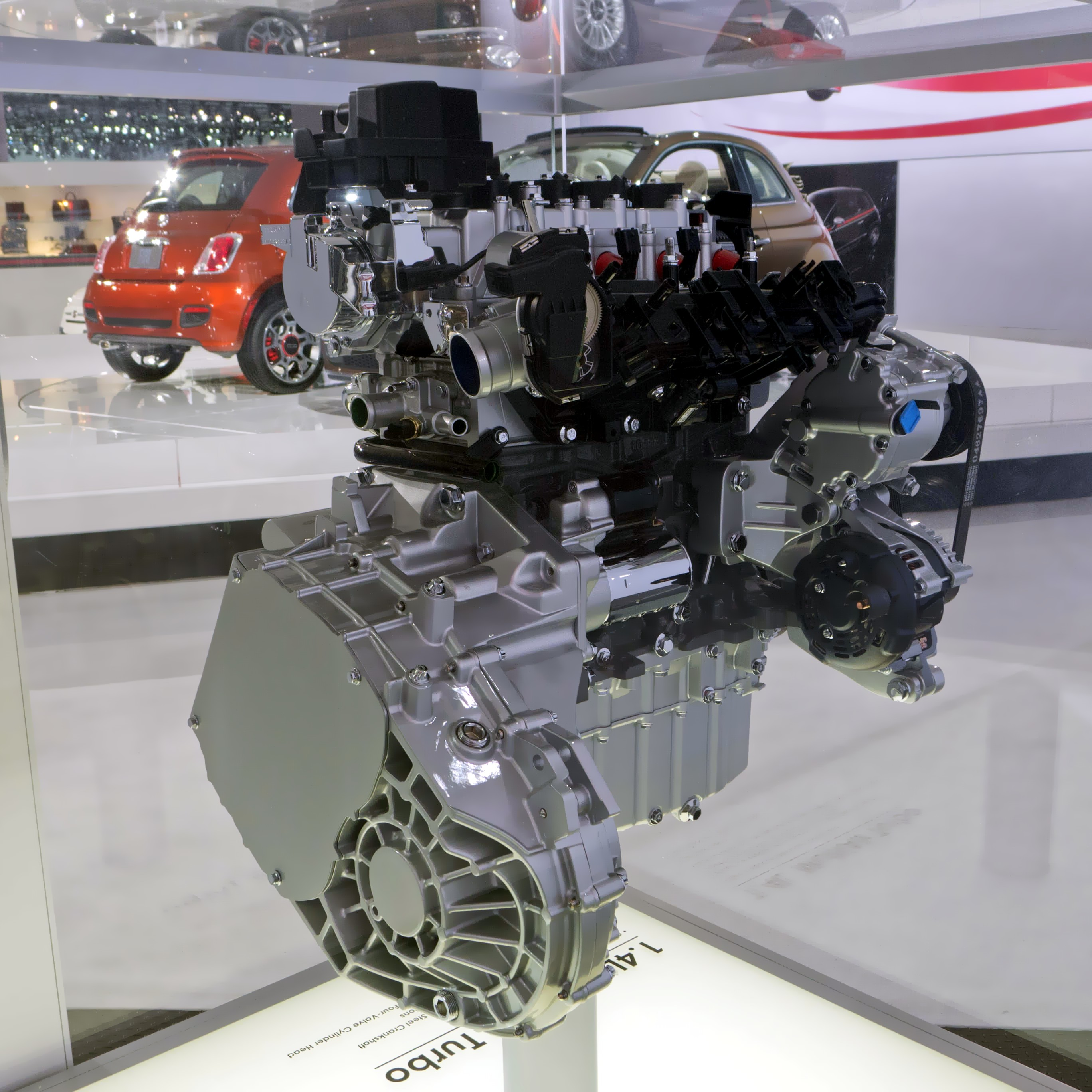
Un motore Multiair 1.4 Turbo di FIAT

Il Multiair è l'alternativa proposta dal Gruppo Fiat ai sistemi camless, ovvero ai sistemi di attuazione delle valvole che non utilizzano l'albero a camme: lo scopo dei progettisti del Multiair è quello di fornire, in un sistema a camme, la stessa flessibilità dei sistemi camless.
In un motore tradizionale, la camma permette di assegnare il profilo di apertura e chiusura delle valvole. La legge di apertura/chiusura risulta fissa e può essere ottimizzata tramite un "sistema di distribuzione a fasatura variabile" solo per un ristretto range di funzionamento, discriminato dal numero di giri al minuto del motore. La rotazione della camma spinge la punteria e apre o chiude la valvola.
Nel sistema Multiair la punteria è costituita da due elementi rigidi collegati tramite un pompante contenente olio. Il pompante è dotato di una valvola controllata da un sistema elettronico dedicato. Se la valvola del pompante è chiusa, l'olio (approssimabile a un fluido incomprimibile) trasmette il moto alla seconda parte della punteria; se la valvola è aperta, l'olio fluisce in una apposita vasca, la seconda parte della punteria è libera e la valvola del motore, guidata da una molla di richiamo, si richiude. Se inizialmente la valvola dell'elemento pompante è chiusa, la punteria seguirà il profilo di apertura imposto dalla camma. Aprendo in un istante di tempo opportuno la valvola del pompante (in base alle situazioni operative e all'azionamento del comando gas), la punteria sarà richiamata dalla molla e, di conseguenza, non verrà raggiunta la massima apertura o si anticiperà la chiusura della stessa. Se nel frattempo viene richiesta maggiore potenza, la valvola di controllo si richiuderà, evitando che altro olio fuoriesca, permettendo di utilizzare (se ancora disponibile) il profilo rimanente della camma, ma senza riuscire a riguadagnare la corsa persa con la fuoriuscita dell'olio.

## Caratteristiche
Il sistema Multiair permette di gestire in modo molto elastico e indipendente, adeguando alle diverse situazioni operative, due variabili, il tempo di apertura della valvola e la fasatura d'apertura, ritardando l'apertura e/o anticipando la chiusura. Questo permette un controllo totale, che precedentemente era possibile solo con i sistemi di distribuzione camless. Attualmente, non esistono alternative pronte all'industrializzazione.

### Vantaggi

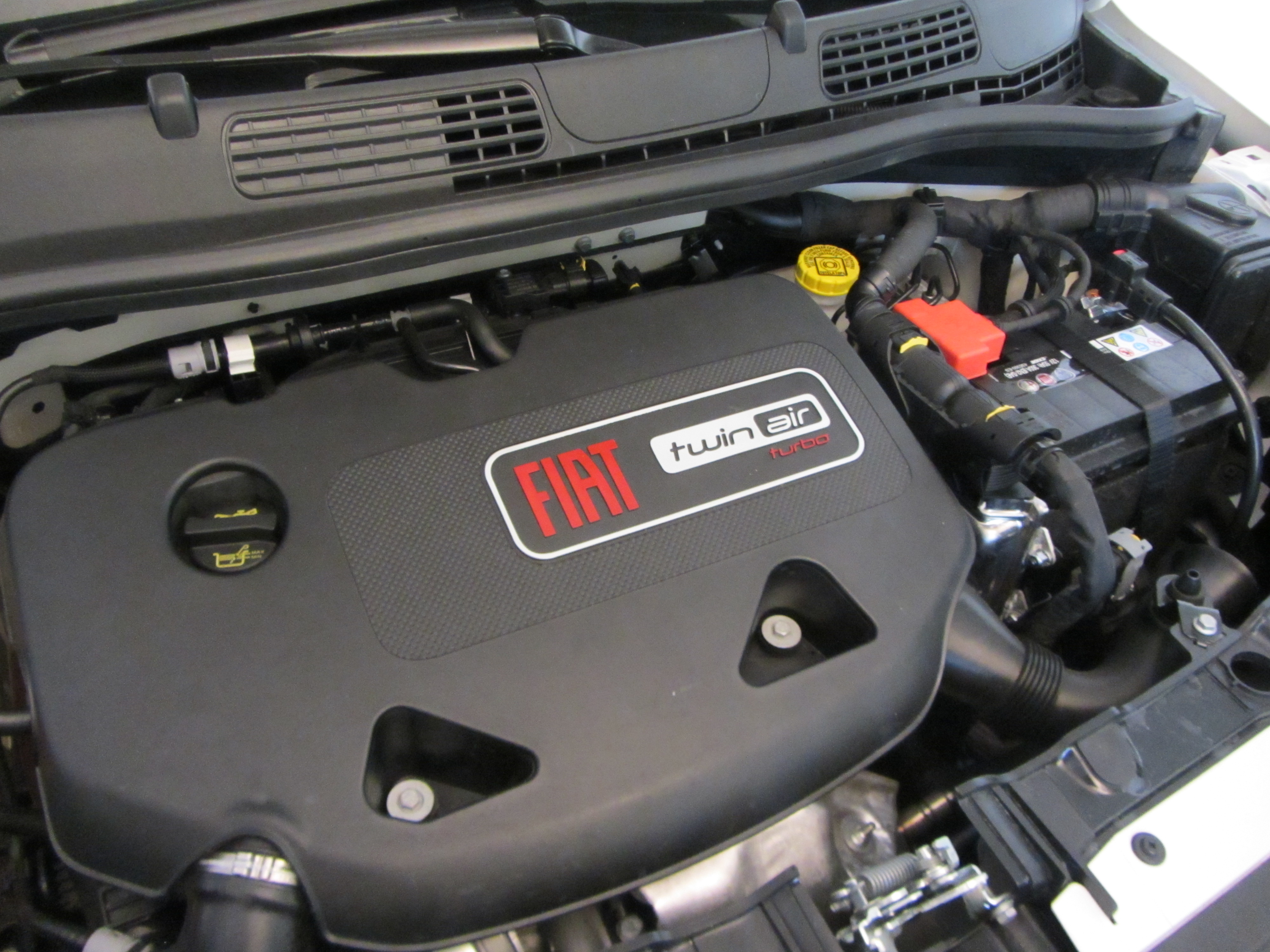
Il motore 0,9 litri bicilindrico Twinair, che sfrutta la tecnologia Multiair.

Il controllo completo delle valvole permette innanzitutto l'eliminazione della valvola a farfalla, dato che questa funzione viene ora gestita direttamente con questo nuovo sistema di distribuzione. Tale eliminazione aumenta il rendimento complessivo aumentando l'efficienza di riempimento dei cilindri. Essa viene ottenuta grazie alla riduzione delle perdite di carico sull'aspirazione, le cosiddette perdite di pompaggio, che si verificano ai carichi parzializzati nei sistemi sprovvisti di valvola di controllo e allo stesso tempo permette di migliorare il riempimento con acceleratore completamente azionato e motore ad alti regimi. La prima situazione è lo scenario di utilizzo tipico nei motori nelle auto stradali, mentre il secondo delle auto per uso sportivo.
Nei sistemi tradizionali - con alimentazione a corpo farfallato sprovvisti di sistemi di controllo/regolazione dell'apertura stessa - si può incorrere nella situazione di valvola a farfalla completamente aperta e motore a bassi regimi, questo comporta un elevato riempimento del cilindro, ma anche una perdita dell'aria aspirata nella prima fase di compressione, dove la valvola a fungo risulta ancora aperta. Questo fa sì che il motore utilizzi più energia rispetto all'aver aspirato la quantità corretta d'aria.
La farfalla anche in posizione di completa apertura rappresenta un ostacolo al flusso di aria che determina una zona di depressione (rispetto alla pressione ambiente) a valle della farfalla all'interno dei condotti di aspirazione quando quello che occorrerebbe invece per massimizzare il riempimento dei cilindri in fase di aspirazione è una pressione di segno positivo, questo riduce il riempimento massimo del motore a elevati regimi di funzionamento.
Inoltre, la FIAT dichiara un aumento della coppia motrice e della potenza massima del motore, abbinate a una riduzione dei consumi, riduzione delle emissioni di CO2, riduzione delle emissioni di idrocarburi incombusti (HC) e monossido di carbonio (CO) e di ossidi di azoto (NOx).
I massimi benefici di questa tecnologia si ottengono con l'adozione del turbocompressore, che consente di ridurre la cilindrata dei motori e avere, a parità di potenza, una riduzione dei consumi e delle emissioni. Un esempio è il motore 1.4 Turbo Multiair da 135-140 cavalli che non solo consuma meno della variante aspirata da 105 CV ma addirittura meno di quella a 8 valvole sempre aspirata da 78 CV, a fronte di valori di potenza e coppia quasi doppi.
Esistono anche altre possibilità volte ad aumentare l'efficienza dei propulsori (e quindi a migliorare i consumi), ad esempio implementando un ciclo Miller ai bassi carichi per aumentare l'efficienza e un ciclo Otto agli alti, quando è necessario sviluppare potenze maggiori.

## Versioni

### Il 0.9 Twinair due cilindri

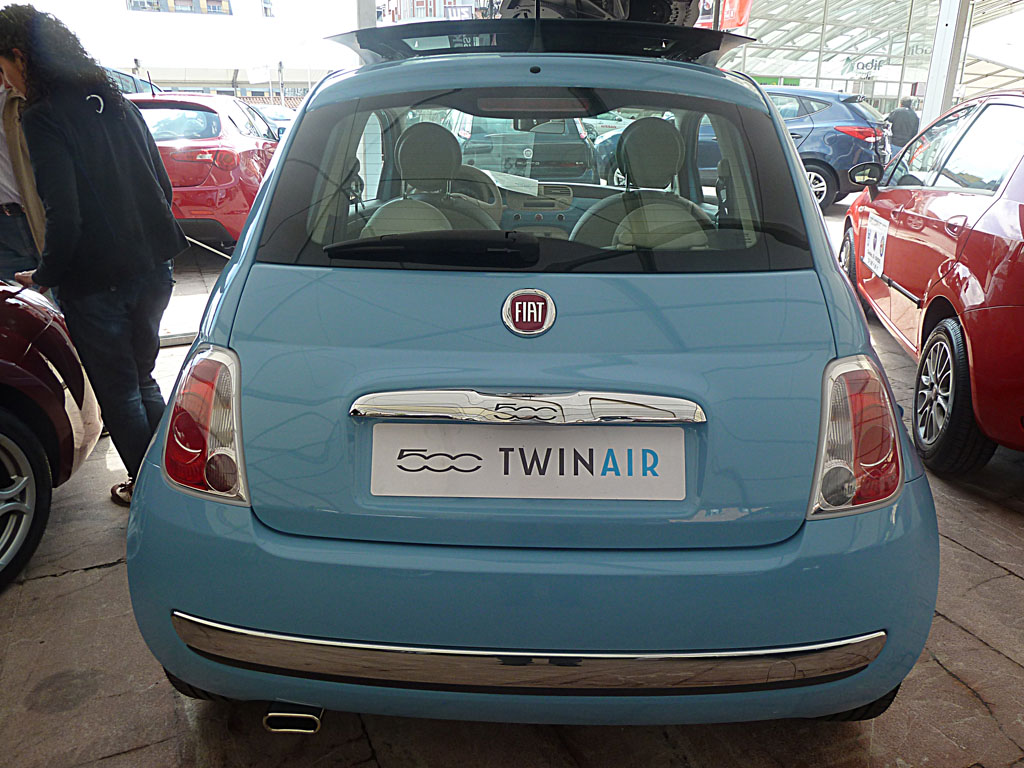
La Fiat 500, primo modello ad adottare i motori Twinair due cilindri

Il motore 0.9 Twinair, presentato durante il Salone dell'automobile di Ginevra del 2010, inaugura la famiglia di propulsori SGE ed è un bicilindrico a quattro tempi realizzato dalla Fiat Powertrain Technologies per equipaggiare i modelli di city car prodotti dal Gruppo Fiat. La cilindrata è di 875 cm³, distribuzione a quattro valvole per cilindro con iniezione elettronica e turbocompressore. La potenza massima è di 85 cavalli erogati a 5.500 giri al minuto con coppia massima pari a 145 N·m, disponibile a 1.900 giri al minuto. Questo propulsore dispone anche di una modalità Eco, la cui attivazione è in grado di limitare la coppia massima a soli 100 N·m, a 1.750 giri al minuto, in modo da ridurre emissioni e consumi. Il primo modello a essere equipaggiato con il motore 0.9 Twinair è stata la Fiat 500.
Dal 2011 al 2019 è stata prodotta anche una versione da 105 cv e 145 N·m di coppia, sempre turbocompressa, adottata dalle Fiat 500, Punto, 500L e dall'Alfa Romeo Mito.

### Il 1.4 Multiair quattro cilindri

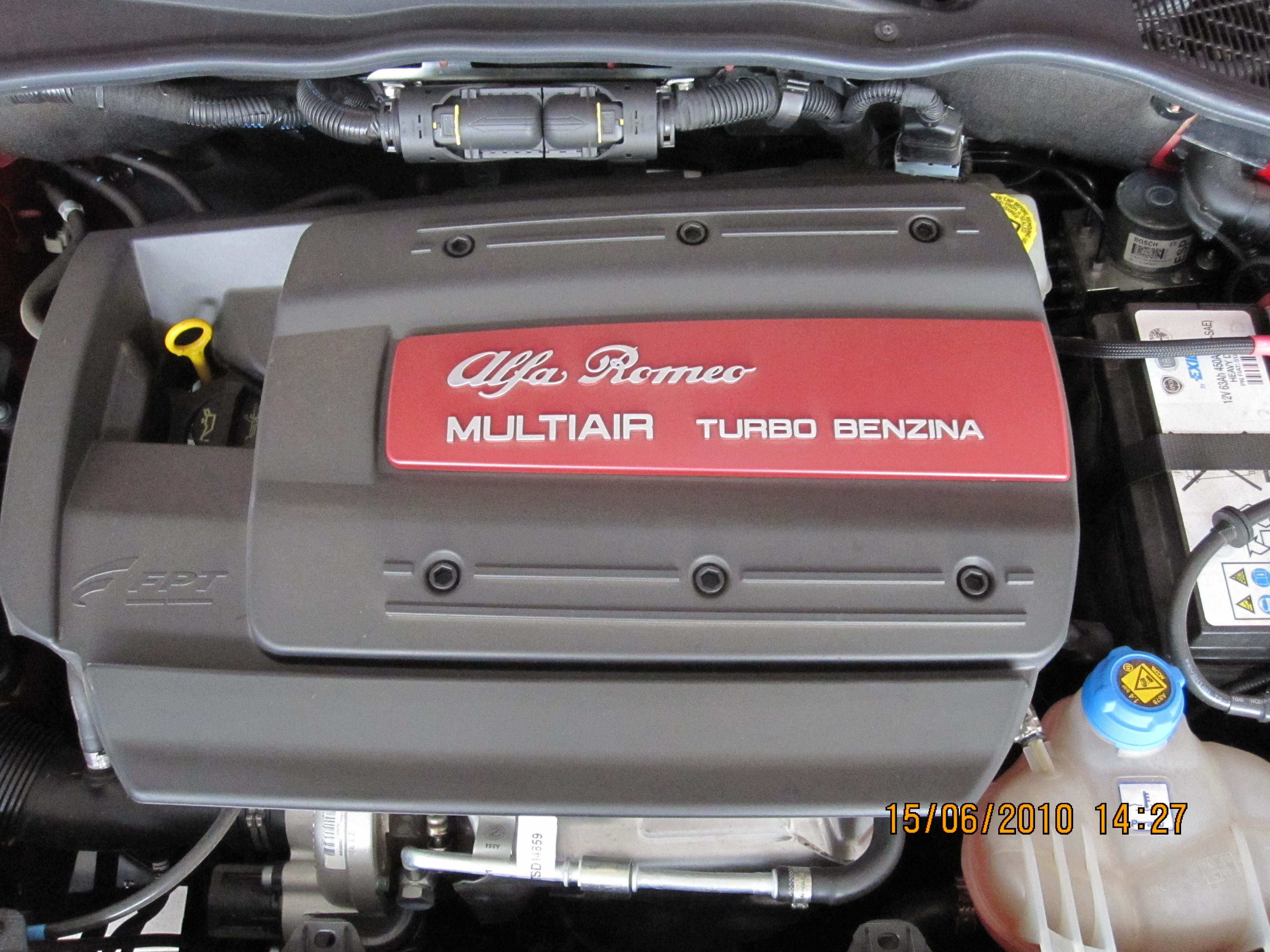
Dettaglio del motore MultiAir Turbo a benzina installato su un'Alfa Romeo MiTo

Il 1.4 FIRE è stato il primo ad adottare il nuovo sistema Multiair nell'estate del 2009 e la messa in vendita è iniziata nel settembre dello stesso anno. Il motore ha mantenuto immutata la cilindrata di 1.368 cm³ ma ha guadagnato numerosi cavalli di potenza, sia nelle versioni aspirate sia in quelle sovralimentate. L'iniezione è elettronica con distribuzione 1 ACT (cinghia dentata), attuatore Uniair lato aspirazione e camme in testa lato scarico.
La versione aspirata (di cui è cessata la produzione) erogava 105 cavalli a un regime di 6.500 giri al minuto per una coppia motrice di 130 N·m a 4.000 giri al minuto ed equipaggiava i modelli Alfa Romeo MiTo, Fiat Punto Evo e Punto 2012.
Il 1.4 Turbo invece viene prodotto in vari step di potenza: la prima versione aveva 135 cavalli (erogati a 5.000 giri al minuto) con coppia massima di 230 Nm a 1.750 giri al minuto, ed equipaggiava le MiTo e Punto Evo; venne prodotta anche la versione da 140 cavalli adottata a partire dal 2010 dalle Alfa Romeo Giulietta (anche in versione 150 cavalli), Fiat Bravo e 124 Spider, Lancia Delta, e dal 2014 dalle Jeep Renegade e Fiat 500X. Le versioni più spinte sono la 1.4 Turbo Multiair erogante inizialmente 170 cavalli a 5.500 giri al minuto, montata sulle Abarth 124 Spider, Alfa Romeo MiTo e Giulietta, Jeep Renegade e Compass, Fiat 500X. La coppia motrice sale a 250 Nm disponibile a 2.500 giri al minuto. Tutti i 1.4 Multiair sono nati già omologati Euro 5, abbinati al sistema Start&Stop e alimentati solo a benzina (non vengono prodotte versioni bifuel).
Nel 2010 sono state presentati anche altri due step derivati dal 170 cavalli, ovvero la versione da 165 e quella da 180 della Abarth Punto Evo e Abarth 595 (successivamente equipaggiate con motori della famiglia T-Jet in vari livelli di potenza). I valori di coppia del 165 cavalli sono 250 N·m disponibile a 2.250 giri al minuto, mentre la 180 cavalli eroga 270 N·m a quota 3.000 giri al minuto migliorando l'efficienza del propulsore. Le versioni riservate all'Abarth subiscono alcune modifiche nell'erogazione della potenza, leggermente più brusca per rispettare l'indole sportiva del marchio.
Nell'edizione 2010 del concorso International Engine of the Year il 1.4 Multiair è stato nominato Best New Engine dell'anno.
Nel 2019 la 124 Spider, ultima a montare questo propulsore (FIRE con Multiair, mentre le altre vetture ancora in produzione hanno nel frattempo adottato i motori sovralimentati delle famiglie T-Jet (FIRE) oppure FireFly (anche questi ultimi con tecnologia Multiair), cessa la produzione per mancata convenienza all'aggiornamento allo step antinquinamento Euro 6d.

### Il 2.0 MultiAir2 quattro cilindri
Nel 2016 debutta con l'Alfa Romeo Giulia la tecnologia Multiair2 (con il profilo delle camme d'aspirazione con un'estensione asimmetrica sul lato di apertura, che abbinato a una specifica logica di controllo consente di gestire meglio l'EGR interno) applicata ai propulsori della famiglia GME, tecnologia già applicata anche ai FIRE e dal 2018 ai FireFly.

### I MultiAir2 1.0 a tre cilindri e 1.3 a quattro cilindri
Le versioni al lancio nel mercato europeo sono due, un 1.0 da 120 CV e un 1.3 da 150 o 180 CV, tutte turbocompresse, appartenenti alla famiglia dei motori Firefly e disponibili - dal 2020 - anche in versione ibrida.

## Riepilogo caratteristiche tecniche
| Motori Multiair                                    |                          |                               |                                   |                                                                     |                                                                                             |                    |
| Variante                                           | Rapporto di compressione | Potenza max CV/giri al minuto | Coppia massima N·m/giri al minuto | Normativa                                                           | Applicazioni                                                                                | Anni di produzione |
| 0.9 Twinair Turbo 8V 85 CV                         | 10:1                     | 85/5.500                      | 145/2.000                         | Euro 6                                                              | Fiat 500L Fiat Panda Fiat Punto Evo Lancia Ypsilon                                          | dal 2010           |
| 0.9 Twinair Turbo 8V 105 CV                        | 10:1                     | 105/5.500                     | 145/2.000                         | Euro 6                                                              | Alfa Romeo MiTo Fiat 500 Fiat 500L Fiat Punto Evo                                           | dal 2011           |
| 1.4 Multiair 16V 105 CV                            | 10,8:1                   | 105/6.500                     | 130/4.000                         | Euro 5                                                              | Alfa Romeo MiTo Fiat Punto Evo                                                              | dal 2013           |
| 1.4 Multiair Turbo 16V 135 CV                      | 9,8:1                    | 135/5.000                     | 230/1.750                         | Euro 5                                                              | Alfa Romeo MiTo Fiat Punto Evo                                                              | dal 2009           |
| 1.4 Multiair Turbo 16V 140 CV                      | 9,8:1                    | 140/5.000                     | 230/1.750                         | Euro 5                                                              | Fiat Bravo Fiat 500X Jeep Renegade Lancia Delta                                             | dal 2010           |
| 1.4 Multiair Turbo 16V 140 CV "124 Spider"         | 9,8:1                    | 140                           | 240/1.750                         | Euro 6                                                              | Fiat 124 Spider                                                                             | dal 2016           |
| 1.4 Multiair Turbo 16V 160 CV "124 spider America" | 9,8:1                    | 160                           | 250/3.200                         | Euro 6                                                              | Fiat 124 Spider (versione per l'America)                                                    | dal 2017           |
| 1.4 Multiair Turbo 16V 165 CV                      | 9,8:1                    | 165/5.500                     | 250/2.250                         | Euro 5                                                              | Abarth Punto Evo                                                                            | dal 2010           |
| 1.4 Multiair Turbo 16V 170 CV                      | 9,8:1                    | 170/5.500                     | 250/2.500                         | Euro 5 (Euro 6 in alcune versioni aggiornate per il 2016/2017/2018) | Alfa Romeo MiTo Alfa Romeo Giulietta Abarth 124 Spider Fiat 500X Jeep Renegade Jeep Compass | dal 2009           |
| 1.4 Multiair Turbo 16V 180 CV                      | 9,8:1                    | 180/5.750                     | 270/3.000                         | Euro 5                                                              | Abarth Punto Evo esseesse                                                                   | dal 2010           |
| 2.0 Multiair Turbo 16V 200 CV                      | 10:1                     | 200/5.000                     | 330/1.750                         | Euro 6                                                              | Alfa Romeo Giulia                                                                           | dal 2016           |
| 2.0 Multiair Turbo 16V 280 CV                      | 10:1                     | 280/5.250                     | 400/2.250                         | Euro 6                                                              | Alfa Romeo Giulia                                                                           | dal 2016           |